# Zygmunt Bauman
Zygmunt Bauman (Poznań, Polònia, 19 de novembre del 1925 - Leeds, Regne Unit, 9 de gener de 2017) va ser un sociòleg de prestigi internacional. El seu camp de recerca se centrà en el concepte de modernitat i postmodernitat.
Fou concebut i criat per una família jueva polonesa. Cresqué sota el patiment de l'assetjament que li varen fer de petit. Amb l'inici de la Segona Guerra Mundial, la seva família va fugir a la Unió Soviètica. Va formar part de l'exèrcit polonès liderat per Zygmunt Berling, afí als soviètics.
Va estar a l'exèrcit fins a 1953, quan el van fer arran que son pare es posà en contacte amb l'Ambaixada d'Israel. Bauman no compartia el punt de vista sionista de son pare.
Va ensenyar sociologia a la Universitat de Varsòvia entre 1954 i 1968, any en què va perdre, en una purga antisemita, la plaça de professor i va emigrar a Israel, ensenyant a Tel-Aviv. D'ençà del 1971, visqué a Anglaterra, on va ser professor de la Universitat de Leeds, fins que es va retirar el 1990. Les seves primeres obres eren en polonès. D'ençà del 1972, va publicar els seus assajos i estudis en anglès.
El maig del 2010 fou guardonat amb el Premi Príncep d'Astúries de Comunicació i Humanitats, que compartí amb Alain Touraine.

## El seu treball
L'obra publicada de Bauman s'estén a 57 llibres i més de cent articles. La majoria d'aquests aborden una sèrie de temes comuns, entre les quals es troben la globalització, la modernitat i la postmodernitat, el consumisme i la moral.

## Obra publicada

### Període a Varsòvia
- 1957: Zagadnienia centralizmu demokratycznego w pracach Lenina [Questions of Democratic Centralism in Lenin's Works]. Warszawa: Książka i Wiedza.
- 1959: Socjalizm brytyjski: Źródła, filozofia, doktryna polityczna [British Socialism: Sources, Philosophy, Political Doctrine]. Warszawa: Państwowe Wydawnictwo Naukowe.
- 1960: Klasa, ruch, elita: Studium socjologiczne dziejów angielskiego ruchu robotniczego [Class, Movement, Elite: A Sociological Study on the History of the British Labour Movement]. Warszawa: Państwowe Wydawnictwo Naukowe.
- 1960: Z dziejów demokratycznego ideału [From the History of the Democratic Ideal]. Warszawa: Iskry.
- 1960: Kariera: cztery szkice socjologiczne [Career: Four Sociological Sketches]. Warszawa: Iskry.
- 1961: Z zagadnień współczesnej socjologii amerykańskiej [Questions of Modern American Sociology]. Warszawa: Książka i Wiedza.
- 1962 (amb Szymon Chodak, Juliusz Strojnowski, Jakub Banaszkiewicz): Systemy partyjne współczesnego kapitalizmu [The Party Systems of Modern Capitalism]. Warsaw: Książka i Wiedza.
- 1962: Spoleczeństwo, w ktorym żyjemy [The Society We Live In]. Warsaw: Książka i Wiedza.
- 1962: Zarys socjologii. Zagadnienia i pojęcia [Outline of Sociology. Questions and Concepts]. Warszawa: Państwowe Wydawnictwo Naukowe.
- 1963: Idee, ideały, ideologie [Ideas, Ideals, Ideologies]. Warszawa: Iskry.
- 1964: Zarys marksistowskiej teorii spoleczeństwa [ An Outline of the Marxist Theory of Society]. Warszawa: Państwowe Wydawnictwo Naukowe.
- 1964: Socjologia na co dzień [Everyday Sociology]. Warszawa: Iskry.
- 1965: Wizje ludzkiego świata. Studia nad społeczną genezą i funkcją socjologii [Visions of a Human World: Studies on the genesis of society and the function of sociology]. Warszawa: Książka i Wiedza.
- 1966: Kultura i społeczeństwo. Preliminaria [Culture and Society, Preliminaries]. Warszawa: Państwowe Wydawnictwo Naukowe.
- 2016: Szkice z teorii kultury [Essays in cultural theory]. Warszawa: Wydawnictwo Naukowe Scholar. ISBN 978-83-7383-878-9[10]

### Període a Leeds
- 1972: Between Class and Elite. The Evolution of the British Labour Movement. A Sociological Study. Manchester: Manchester University Press ISBN 0-7190-0502-7 (Polish original 1960)
- 1973: Culture as Praxis. London: Routledge & Kegan Paul. ISBN 0-7619-5989-0
- 1976: Socialism: The Active Utopia. New York: Holmes and Meier Publishers. ISBN 0-8419-0240-2
- 1976: Towards a Critical Sociology: An Essay on Common-Sense and Emancipation. London: Routledge & Kegan Paul. ISBN 0-7100-8306-8
- 1978: Hermeneutics and Social Science: Approaches to Understanding. London: Hutchinson. ISBN 0-09-132531-5
- 1982: Memories of Class: The Pre-history and After-life of Class. London/Boston: Routledge & Kegan Paul. ISBN 0-7100-9196-6
- c1985 Stalin and the peasant revolution: a case study in the dialectics of master and slave. Leeds: University of Leeds Department of Sociology. ISBN 0-907427-18-9
- 1987: Legislators and interpreters: On Modernity, Post-Modernity, Intellectuals. Ithaca, N.Y.: Cornell University Press. ISBN 0-8014-2104-7
- 1988: Freedom. Philadelphia: Open University Press. ISBN 0-335-15592-8
- 1989: Modernity and the Holocaust. Ithaca, N.Y.: Cornell University Press 1989. ISBN 0-8014-2397-X
- 1990: Paradoxes of Assimilation. New Brunswick: Transaction Publishers.
- 1990: Thinking Sociologically. An introduction for Everyone. Cambridge, Mass.: Basil Blackwell. ISBN 0-631-16361-1
- 1991: Modernity and Ambivalence. Ithaca, N.Y.: Cornell University Press. ISBN 0-8014-2603-0
- 1992: Intimations of Postmodernity. London, New York: Routhledge. ISBN 0-415-06750-2
- 1992: Mortality, Immortality and Other Life Strategies. Cambridge: Polity. ISBN 0-7456-1016-1
- 1993: Postmodern Ethics. Cambridge, MA: Basil Blackwell. ISBN 0-631-18693-X
- 1994: Dwa szkice o moralności ponowoczesnej [Two sketches on postmodern morality]. Warszawa: IK.
- 1995: Life in Fragments. Essays in Postmodern Morality. Cambridge, MA: Basil Blackwell. ISBN 0-631-19267-0 (Open access download Arxivat 2021-10-11 a Wayback Machine.)
- 1996: Alone Again - Ethics After Certainty. London: Demos. ISBN 1-898309-40-X
- 1997: Postmodernity and its Discontents. New York: New York University Press. ISBN 0-7456-1791-3
- 1995: Ciało i przemoc w obliczu ponowoczesności [Body and Violence in the Face of Postmodernity]. Toruń: Wydawnictwo Naukowe Uniwersytetu Mikołaja Kopernika. ISBN 83-231-0654-1
- 1997: (amb Roman Kubicki, Anna Zeidler-Janiszewska) Humanista w ponowoczesnym świecie - rozmowy o sztuce życia, nauce, życiu sztuki i innych sprawach [A Humanist in the Postmodern World - Conversations on the Art of Life, Science, the Life of Art and Other Matters]. Warszawa: Zysk i S-ka. ISBN 83-7150-313-X
- 1998: Work, consumerism and the new poor. Philadelphia: Open University Press. ISBN 0-335-20155-5
- 1998: Globalization: The Human Consequences. New York: Columbia University Press. ISBN 0-7456-2012-4
- 1999: In Search of Politics. Cambridge: Polity. ISBN 0-7456-2172-4
- 2000: Liquid Modernity. Cambridge: Polity ISBN 0-7456-2409-X
- (2000 [ed. by Peter Beilharz]: The Bauman Reader. Oxford: Blackwell Publishers. ISBN 0-631-21492-5)
- 2001: Community. Seeking Safety in an Insecure World. Cambridge: Polity. ISBN 0-7456-2634-3
- 2001: The Individualized Society. Cambridge: Polity. ISBN 0-7456-2506-1
- 2001 (amb Keith Tester): Conversations with Zygmunt Bauman. Cambridge: Polity. ISBN 0-7456-2664-5
- 2001 (amb Tim May): Thinking Sociologically, 2nd edition. Oxford: Blackwell Publishers. ISBN 0-631-21929-3
- 2002: Society Under Siege. Cambridge: Polity. ISBN 0-7456-2984-9
- 2003: Liquid Love: On the Frailty of Human Bonds, Cambridge: Polity. ISBN 0-7456-2489-8
- 2003: City of fears, city of hopes. London: Goldsmith's College. ISBN 1-904158-37-4
- 2004: Wasted Lives. Modernity and its Outcasts. Cambridge: Polity. ISBN 0-7456-3164-9
- 2004: Europe: An Unfinished Adventure. Cambridge: Polity. ISBN 0-7456-3403-6
- 2004: Identity: Conversations with Benedetto Vecchi. Cambridge: Polity. ISBN 0-7456-3308-0
- 2005: Liquid Life. Cambridge: Polity. ISBN 0-7456-3514-8
- 2006: Liquid Fear. Cambridge: Polity. ISBN 0-7456-3680-2
- 2006: Liquid Times: Living in an Age of Uncertainty. Cambridge: Polity. ISBN 0-7456-3987-9
- 2006: Moralność w niestabilnym świecie [Morality in an instable world]. Poznań: Księgarnia św. Wojciecha. ISBN 83-7015-863-3
- 2007: Consuming Life. Cambridge: Polity. ISBN 0-7456-4002-8
- 2008: Does Ethics Have a Chance in a World of Consumers? Cambridge, MA: Harvard University Press. ISBN 0-674-02780-9
- 2008: The Art of Life. Cambridge: Polity. ISBN 0-7456-4326-4
- 2009: Living on Borrowed Time: Conversations with Citlali Rovirosa-Madrazo. Cambridge: Polity. ISBN 978-0-7456-4738-8
- 2009: (amb Roman Kubicki, Anna Zeidler-Janiszewska) Życie w kontekstach. Rozmowy o tym, co za nami i o tym, co przed nami. [Life in contexts. Conversations about what lies behind us and what lies ahead of us.] Warszawa: WAiP. ISBN 978-83-61408-77-2
- 2010: 44 Letters from the Liquid Modern World. Cambridge: Polity. ISBN 978-0-7456-5056-2
- 2011: Collateral Damage: Social Inequalities in a Global Age. Cambridge: Polity. ISBN 978-0-7456-5294-8
- 2011: Culture in a Liquid Modern World. Cambridge: Polity. ISBN 978-0-7456-5355-6
- 2012: This is Not a Diary. Cambridge: Polity. ISBN 978-0-7456-5570-3
- 2012: (amb David Lyon) Liquid Surveillance: A Conversation. Cambridge: Polity. ISBN 978-0-7456-6282-4
- 2013: (amb Leonidas Donskis) Moral Blindness: The Loss of Sensitivity in Liquid Modernity. Cambridge: Polity. ISBN 978-0-7456-6274-9
- 2013: (amb Stanisław Obirek) O bogu i człowieku. Rozmowy. Kraków: Wydawnictwo Literackie. ISBN 978-83-08-05089-7
  - translated as Of God and Man. Cambridge: Polity. ISBN 978-0-7456-9568-6
- 2013: (amb Michael Hviid Jacobsen and Keith Tester) What use is sociology? Conversations with Michael Hviid Jacobsen and Keith Tester. Cambridge: Polity. ISBN 9780745671246
- 2013: Does the Richness of the Few Benefit Us All? Cambridge: Polity. ISBN 978-0745671093
- 2014: (amb Carlo Bordoni) State of Crisis. Cambridge: Polity. ISBN 978-0-7456-8095-8
- 2015: (amb Rein Raud) Practices of Selfhood. Cambridge: Polity. ISBN 9780745690179
- 2016: (amb Leonidas Donskis) Liquid Evil. Cambridge: Polity. ISBN 978-1509508129
- 2016: (amb Ezio Mauro) Babel. Cambridge: Polity. ISBN 978-1509507603
- 2016: Strangers at Our Door. Cambridge: Polity. ISBN 978-1509512171
- 2017: Retrotopia. Cambridge: Polity. ISBN 978-1509515318

### Traduïda al català
- Globalització: Les conseqüències humanes. Traducció: Marta Escribà.  Barcelona: Edicions de la UOC / Pòrtic, 2001.
- Identitat: Converses amb Benedetto Vecchi.  València: Universitat de València, 2005.
- Una aventura anomenada «Europa». Traducció: Josep Sampere.  Barcelona: Arcàdia, 2006.
- Noves fronteres i valors universals.  Barcelona: CCCB, 2006.
- Els reptes de l'educació en la modernitat líquida. Traducció: Josep Sampere.  Barcelona: Arcàdia, 2007.
- Temps líquids: Viure en una època d'incertesa.  Barcelona: Viena, 2007, p. 136. ISBN 978-84-8330-443-3.[11][12]
- La riquesa d'uns quants beneficia a tothom?. Traducció: Josefina Caball.  Barcelona: Arcàdia, 2014.
- Desconeguts a la porta de casa. Traducció: Josefina Caball.  Barcelona: Arcàdia, 2016 [Consulta: 9 gener 2017].
- Retrotopia. Traducció: Josep Sampere.  Barcelona: Arcàdia, 2017 [Consulta: 23 juny 2017].